# Секст Херонейский
Секст Херонейский (греч. Σέξτος; fl. ок. 160 г. н.э.) — философ-стоик, племянник (по другим данным, внук) Плутарха, один из учителей Марка Аврелия.
Флавий Евтропий в своей истории Рима сообщает, что с помощью Секста будущий император изучал греческую литературу. Филострат Старший описывает, как даже в зрелые годы позднего периода правления Марк Аврелий получал наставления у Секста. В Размышлениях Марк Аврелий отзывается о Сексте с большим почтением.
Вероятно, именно Секст Херонейский наряду с Плутархом, Эномаем и Агафобулом перечислен в Хронике Иеронима Стридонского как процветающих в третий год правления Адриана. Апулей отдаёт дань Сексту и Плутарху в начале Золотого осла. В энциклопедии Суда Секст Херонейский спутан с Секстом Эмпириком.